# Albufeira
Albufeira város Portugáliában, Algarve régióban, az Albufeira-község központja. A városnak 2011-ben 40 828 lakosa volt. A település a tengerparton található, 250 kilométerre a fővárostól, Lisszabontól. Albufeira a térség egyik legfőbb turistaparadicsomának számít.

## Történelem

### Ókor
A város történelme a bronzkorig nyúlik vissza, a mai kikötő területe fontos halászati központ volt abban a korszakban. Később a település a Római Birodalom fennhatósága alá került és Baltum vagy Balteus néven vált ismertté.

### Középkor
A középkorban arab kézre került a város és a neve Al-buhera lett (Tenger vára). Albufeira volt az egyik legtovább mór kézen maradt város az áttörhetetlen védelmi rendszernek köszönhetően. Ebben az időben élénk kereskedelmet folytatott Észak-Afrika kereskedőtelepeivel. Végül az öt évszázados arab uralomnak III. Alfonz király vetett véget 1246-ban, amikor meghódította a várat. A hosszan tartó arab uralom hagyatékai voltak a különböző földművelési technikák, építészeti stílusok amelyek a mai napig meglátszanak a belváros épületein.

### Újkor
1755. november 1-jén földrengés rázta meg a térséget és az ezt követő szökőár elpusztította a város nagy részét, mindössze 27 házat hagyva épségben. Alighogy kiheverte a város ezt a katasztrófát jött egy újabb csapás. 1833-ban a polgárháború idején az abszolutisták és a liberalisták között dúló harc a várost is érintette. Abszolutista gerillák megostromolták a várost majd felgyújtották azt, melynek következtében 174 városlakó halt meg. A 19. század közepétől a város gazdaságilag újra megerősödött, fontos halászati központ lent.

### Legújabb kor
A 20. század 30-as és 60-as évei között a várost gazdasági válság sújtotta, de az 1960-as évek közepétől a város ismét fejlődésnek indult, amikor a vendéglátóipar került előtérbe.

## Gazdaság
A város gazdasága a turizmusra épül, a 2010-es évek elején évente mintegy 5 millió turista látogatja meg Albufeirát.
A városnak két strandja van: a Halászok strandja (Praia dos Pescadores) és az Alagút strand (Praia do Túnel), ahova egy sziklába vájt alagúton keresztül lehet eljutni.

## Közlekedés
A városhoz legközelebbi Faro reptere található, ahonnan autót bérelve könnyűszerrel el lehet jutni a városhoz. A fővárosból az A2-es autópályán lehet megközelíteni.
A várost és környékét több autóbusz útvonal is összeköti. (Piros, Narancs, Zöld)